# 双芫乡
双芫乡，是中华人民共和国江西省赣州市安远县下辖的一个乡镇级行政单位。

## 行政区划
双芫乡下辖以下地区：
双芫村、固营村、津槎村、刀坑村和合头村。